# Cascata de gelo

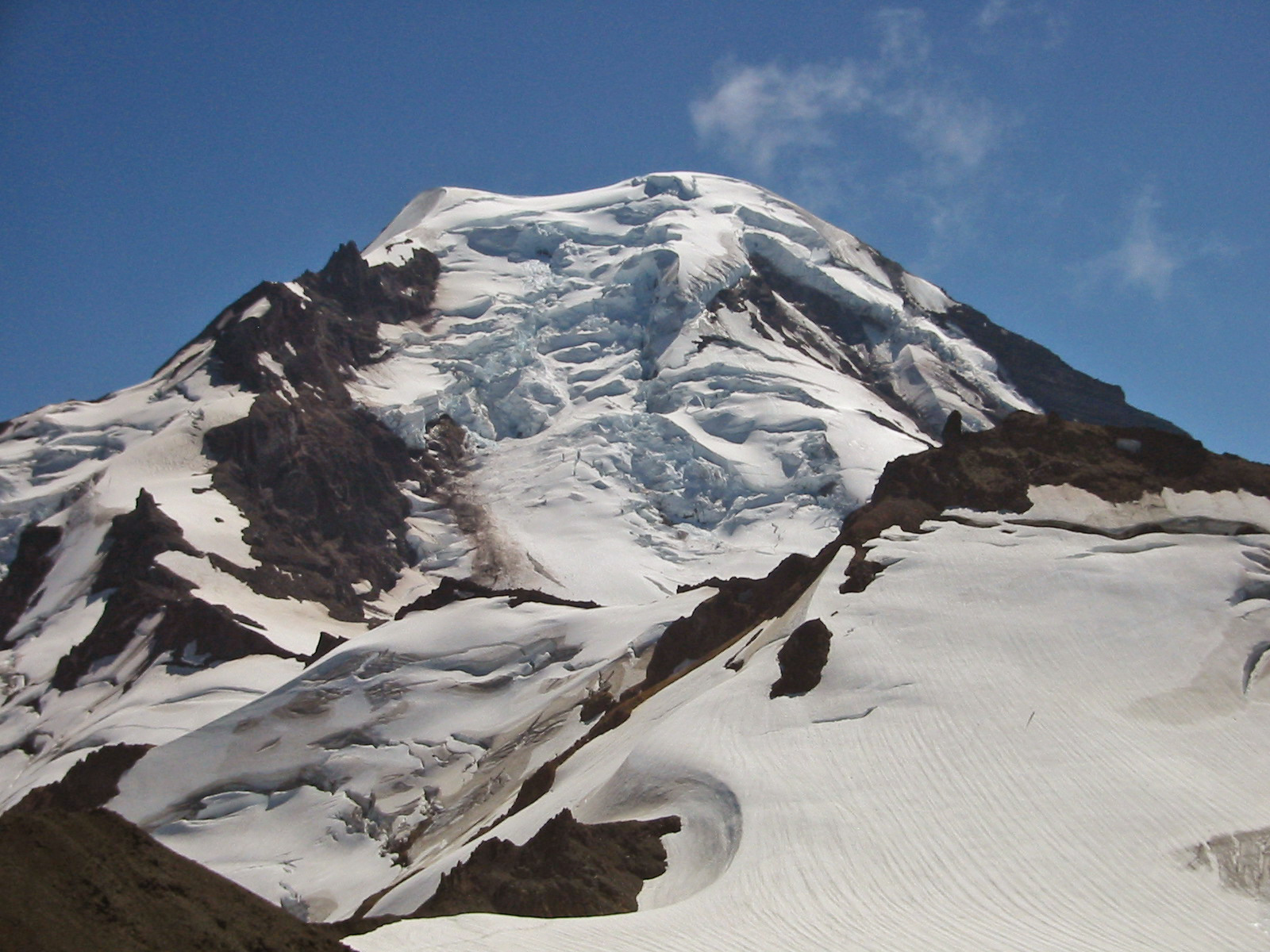
Cascata de gelo com 730 m no glaciar Roosevelt, Monte Baker, Washington, Estados Unidos.

Uma cascata de gelo ou cascata glacial é uma parte de um glaciar caracterizada pelo rápido fluxo e superfície com crevasses. Talvez a mais percetível ocasião de observar o fluxo glacial, uma cascata de gelo surge onde o glaciar estreita ou o declive é maior. O termo cascata é aplicado por similaridade com uma cascata de água líquida ou queda de água.

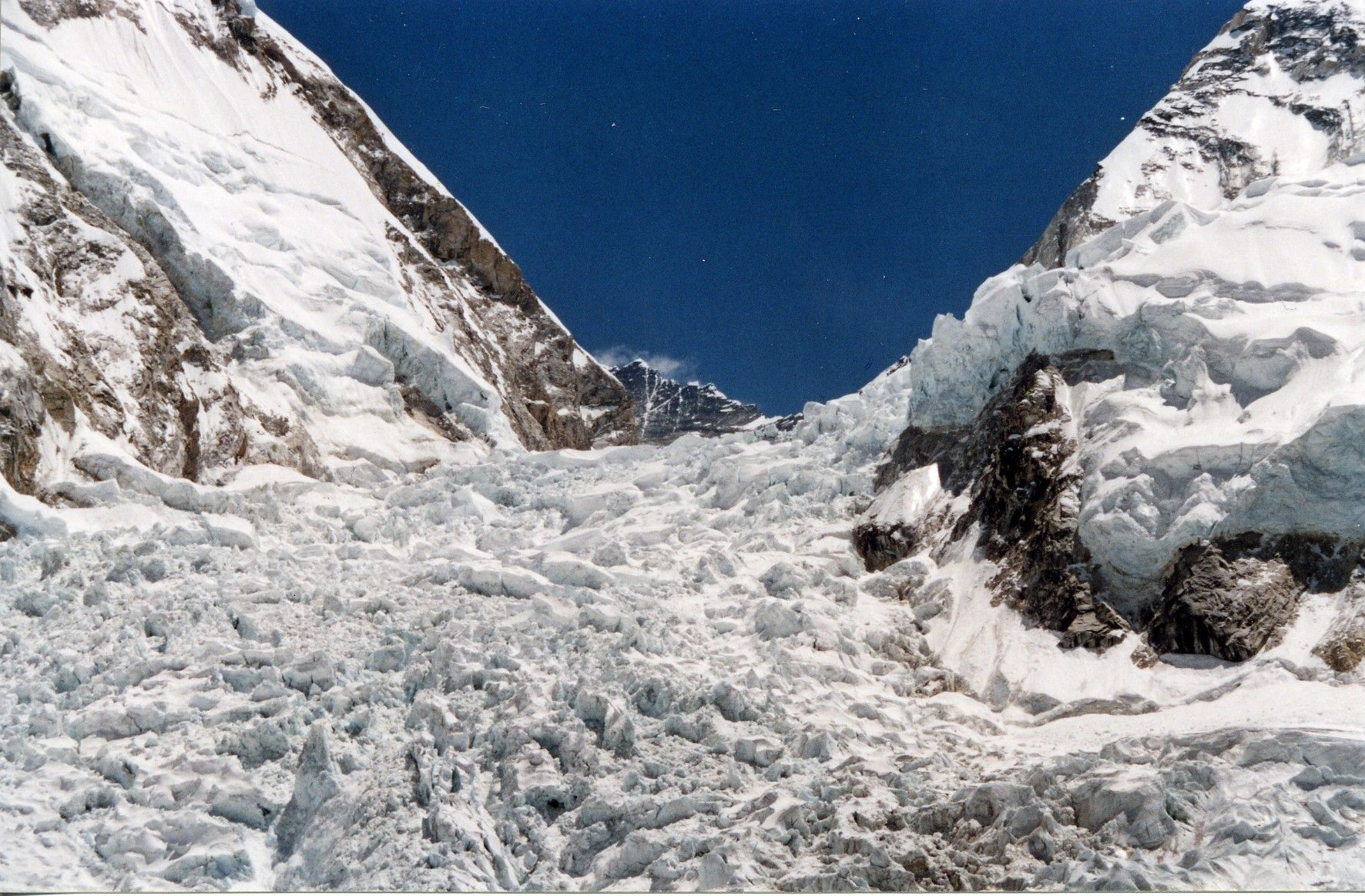
A cascata de gelo Khumbu, no monte Everest

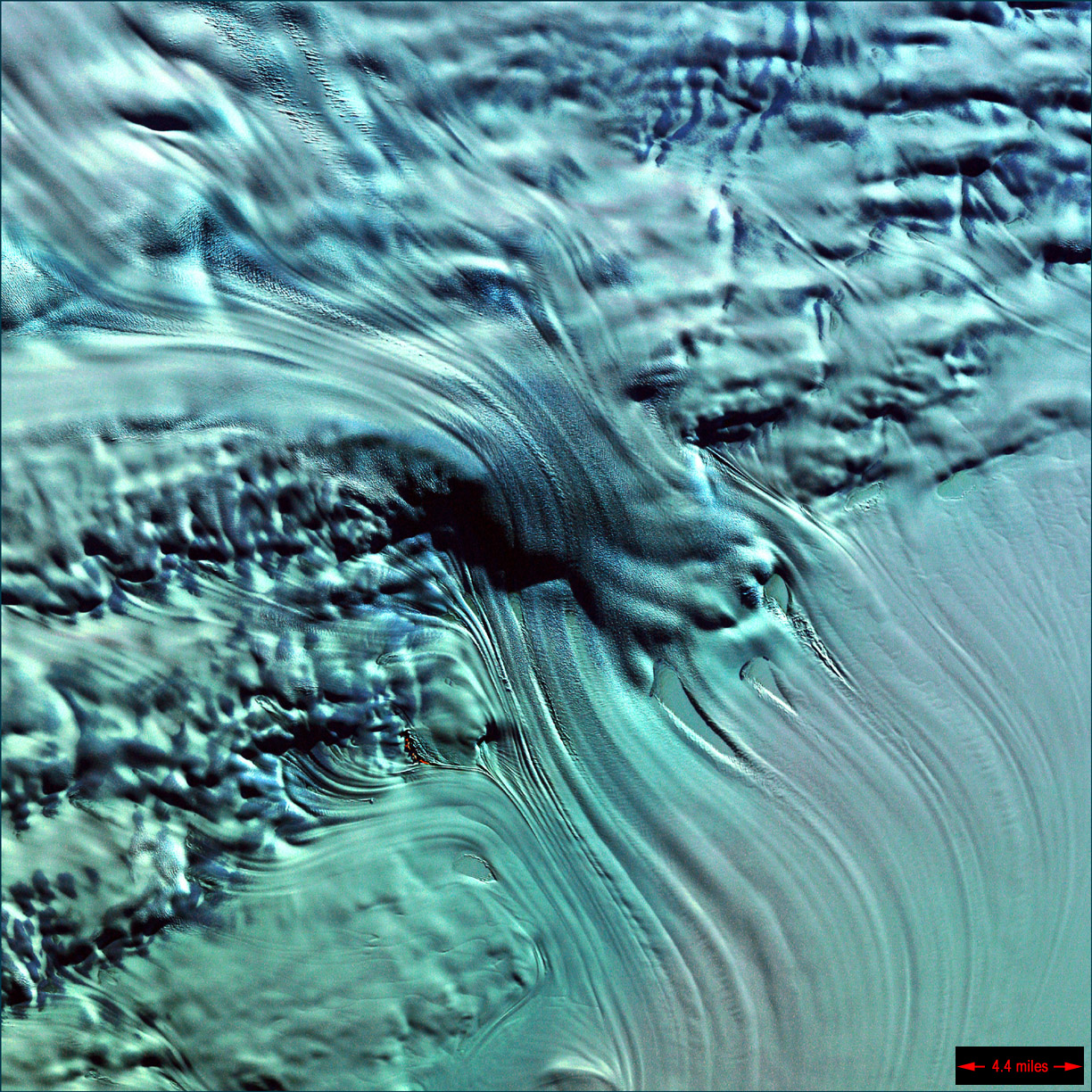
Uma cascata de gelo na alimentação do glaciar Lambert, Antártida

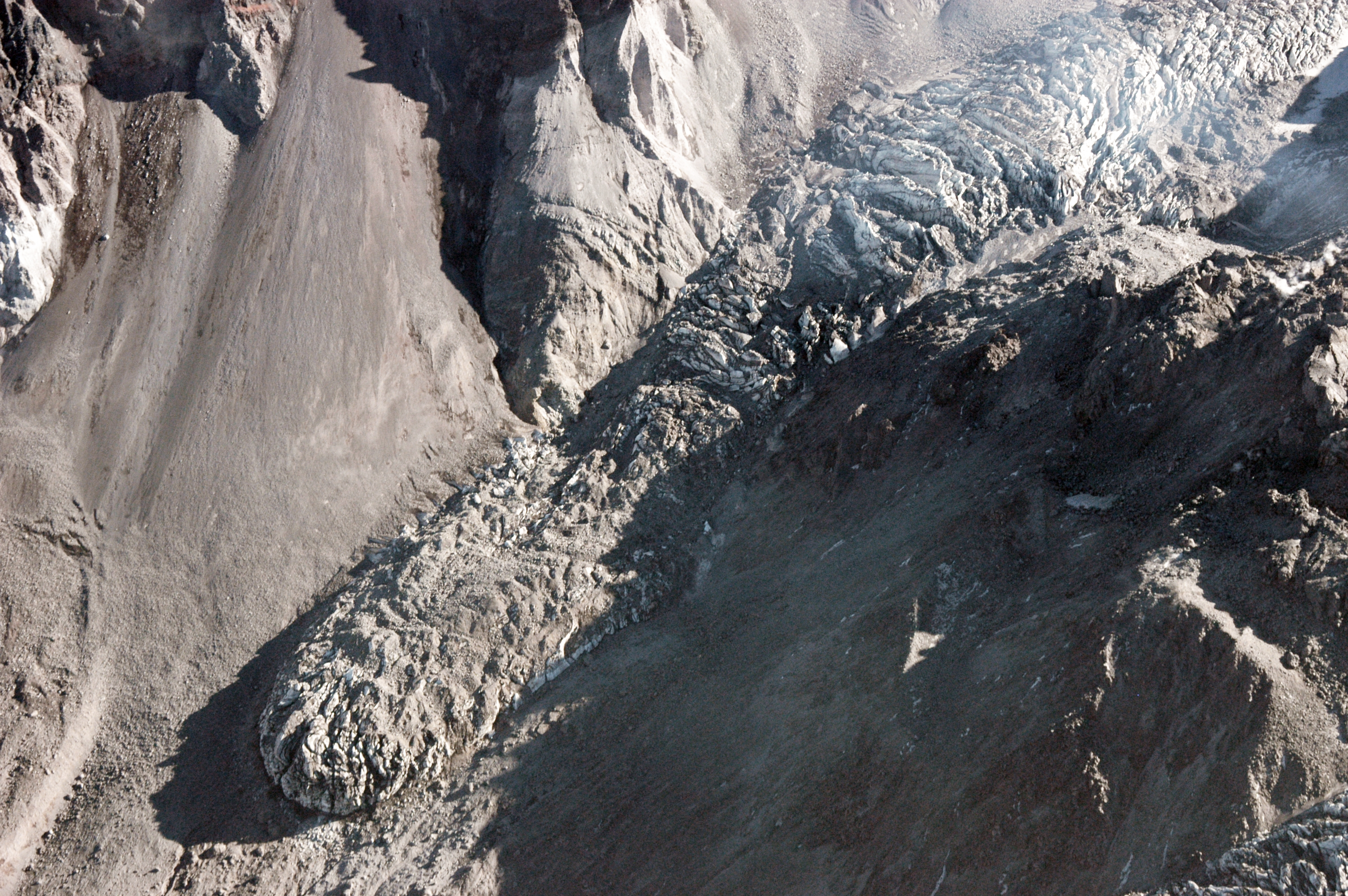
Uma pequena cascata de gelo no lóbulo oriental do novo glaciar Crater no monte Santa Helena.